# Нгаха, Коллинз
Ко́ллинз Нга́ха Пунгуе́  (фр./англ. Colins Poungoue Ngaha; 26 сентября 1981, Камерун) — украинский футболист и тренер камерунского происхождения, нападающий.

## Биография
Футболом начал заниматься на родине в Камеруне, где играл в нескольких клубах. Также вместе с одной из команд дошёл до финала Кубка. После переехал на Украину и учился в политехническом университете и начал тренироваться вместе с ними. Также Нгаха хорошо говорит по-русски. Первый профессиональный контракт на Украине заключил с клубом «Оболонь-Красилов», после команда называлась «Подолье» (Хмельницкий). После этого побывал на просмотре в луцкой «Волыне», по приглашению Виталия Кварцяного. Но у него оставался контракт с клубом из Камеруна и поэтому договориться не получилось, камерунский клуб просил слишком большую сумму денег.
После выступал в Молдавии за «Нистру» из города Отачь. В сезоне 2006/07 вместе с «Нистру» дошёл до финала Кубка Молдавии, где проиграла «Зимбру» (1:0). Летом 2007 года вместе с командой сыграл 2 матча в квалификации Кубка УЕФА. Тогда «Нистру» уступила венгерскому «Гонведу». В сезоне 2007/08 занял 2 место в гонке бомбардиров забив 13 голов и уступив только 1 мяч Игорю Пикущаку. Команда в чемпионате заняла 3 место уступив «Дачии» и «Шерифу», а также дошла до финала где снова уступила, на этот раз «Шерифу» (1:0). Также по версии молдавской газеты «Меридиан-Спорт» стал лучшим игроком сезона.
Летом 2008 года перешёл в луганскую «Зарю». В команде дебютировал 20 июля 2008 года в матче против харьковского «Металлиста» (1:1), Нгаха начал матч в основе, на 86 минуте он сравнял счёт забив гол в ворота Александра Горяинова. В конце матча Коллинз получил тяжелейшую травму от Валентина Слюсара который въехал ему в ногу. После этого Нгаха перенёс две операции и провел много времени на реабилитации.
В конце декабря 2009 года перешёл на правах свободного агента в алчевскую «Сталь», куда его пригласил Анатолий Волобуев. Также в контракте есть пункт по которому клуб даст ему несколько месяцев на реабилитацию. В январе 2015 года играл на Мемориале Макарова за сборную свободных агентов. В июле 2015 года подписал контракт с краматорским «Авангардом», который покинул по завершении осенней части первенства, изъявив желание сменить команду.
Зимой 2016 года, по словам Руслана Забранского, Коллинз уже хотел завершать карьеру, выступая на любительском уровне, и тренировать детей. Он получил тренерскую категорию «С». Однако тренеру «Николаева» удалось убедить его приехать на просмотр в свою команду, базирующуюся ближе к Виннице, где проживала семья футболиста, чем его бывший Краматорск. Сборы в составе «Николаева» прошли успешно, но так как кроме краматорского «Авангарда» Коллинз сыграл в текущем сезоне один матч в любительской «Виннице», согласно регламенту, он потерял возможность совершить ещё один переход и не смог заявиться за «корабелов».
В течение 2016—2017 годов выступал в составе винницких команд, сначала за любительскую ФК «Винницу», а затем за возрожденную «Ниву». В то же период занимался и тренерством и открытием собственной академии, а в августе 2017 года получил гражданство Украины. 
После завершения карьеры был помощником тренера в винницкой «Ниве». 1 июля 2018 года возглавил любительский футбольный клуб «Свитанок-Агросвит» (Шляхова). 
В конце января 2019 года возглавил винницкую «Ниву», став при этом первым тренером камерунского происхождения в чемпионатах Украины. Команда под его руководством работала до ноября того же года.

## Достижения
Командные
«Нистру» (Отачь)
- Бронзовый призёр чемпионата Молдавии (2): 2006/07, 2007/08
- Финалист Кубка Молдавии (2): 2006/07, 2007/08

«Сталь» (Алчевск)
- Серебряный призёр Первой лиги Украины (1): 2012/13
- Бронзовый призёр Первой лиги Украины (2): 2010/11, 2013/14

Личные
- Лучший футболист чемпионата Молдовы: 2007/08 сезона[21]

Окончил Винницкий технический университет.